# 娘の結婚 (小説)
『娘の結婚』（むすめのけっこん）は、小路幸也による小説である。
祥伝社の季刊小説誌『Feel Love』に、2011年「vol.13 2011summer」から2013年「vol.18 2013spring」まで掲載されたのち、2013年7月30日に祥伝社から単行本が刊行された。2016年6月13日には祥伝社文庫版が発売された。
2018年にテレビ東京系でテレビドラマ化された。

## あらすじ
築60年ほどの家に娘と2人で住む國枝孝彦は、娘の実希から結婚を考えている相手を紹介したいと言われる。以前住んでいたマンションの、向かいの家の一人息子・古市真がその相手だと知り驚く。
実希が生まれてからの9年間住んでいたそのマンションを引越す時に、住人に言われた言葉が引っかかっていた。孝彦はよく覚えていないのだが、真の母と妻の佳実は折り合いが悪かったようなのだ。友人の柴山や、偶然会った元恋人・綾乃にも相談するが、真に会う前に古市夫妻に会うことに決めて、当時の写真を探していると、日付も分からない小さな新聞の切り抜きを見つける。それは、ロイヤルハイツから主婦が飛び降り自殺をしたという記事だった。
一方、真は親が同居を考えていること、しかし同居はしない、できれば転勤願いを出したいと実希と話し合っていた。結婚しても今の職場で仕事を続けたい実希は、転勤ならば別居しかないと言う。すると真は、母はトラベルメーカーだからと告げるのだった。
孝彦は、ロイヤルハイツの古市家を訪れ古市夫妻にも会って懐かしい気持ちになったが、景子の言動が何か気になった。その数日後、敏之とだけ2人で会食し、当時のマンションでの暮らしや、ロイヤルハイツ主婦飛び降り自殺事件のことや、景子の性格のことなどを敏之から聞いているうちに、孝彦は佳実が言っていた言葉を思い出し、すべてを理解する。
家で真の訪問を待つ孝彦は、実希と真の2人ですべて好きなように、なんでも自由に2人で決めるように、と告げようと決めていた。

## 登場人物

### 國枝家
國枝孝彦（くにえだ たかひこ）
52歳。益美屋百貨店 人事部勤務。
娘が生まれてからロイヤルハイツに住むが、妻が亡くなってから父母の住む小平市の実家に転居する。
國枝実希（くにえだ みき）
25歳。出版社に勤める。真と再会し結婚を考えている。
國枝佳実（くにえだ よしみ）
孝彦の妻。孝彦とは同い年で職場結婚。
実希が9歳の時に、交通事故で亡くなる。

### 古市家
古市真（ふるいち まこと）
27歳。大手印刷会社に勤めている。
古市敏之（ふるいち としゆき）
真の父。薬剤師。
古市景子（ふるいち けいこ）
真の母。

### その他
柴山（しばやま）
孝彦の中学時代からの友人。
片岡綾乃（かたおか あやの）
孝彦の元恋人。景子のお茶の先生。
娘が結婚した後に離婚し、実家に戻って一人暮らし。
花恵（はなえ）
実希の同僚で友人。

## 書誌情報
- 単行本：祥伝社、2013年7月30日、ISBN 9784396634100
- 文庫本：祥伝社文庫、2016年6月13日、ISBN 9784396342128

## テレビドラマ
2018年1月8日にテレビ東京系で新春ドラマスペシャルとして放送された。主演は中井貴一。

### キャスト
- 國枝孝彦 - 中井貴一
- 國枝実希 - 波瑠[2]
- 古市真 - 満島真之介[3]
- 西原奈津子 - 松本若菜
- 吉沢花恵 - 三倉佳奈
- 高野 - 長谷川朝晴
- 中年の女性[4] - 椿鬼奴
- 居酒屋店員[4] - ハマカワフミエ
- 会社員[4] - 金剛地武志
- スーパー店員[4] - アキラ100%
- 鍋の店の店員[4] - 小篠恵奈
- 喫茶店の店員[4] - ついひじ杏奈
- 山田 - 奥平フミ
- 古市敏之 - 光石研
- 國枝佳実 - 奥貫薫
- 古市景子 - キムラ緑子
- 柴山善郎 - 段田安則
- 片岡綾乃 - 原田美枝子
- 瞬間メタル、小寺結花、白鳥樹理 ほか

### スタッフ
- 原作 - 小路幸也『娘の結婚』（祥伝社文庫刊）
- 脚本 - 水橋文美江
- 監督 - 松本佳奈
- プロット協力 - 穂科エミ
- 音楽 - 平沢敦士
- エンディングテーマ - 竹内まりや「人生の扉」（ワーナーミュージック・ジャパン）
- 選曲 - 石井和之
- 技術協力 - IMAGICA、タムコ
- 美術協力 - テレビ朝日クリエイト
- 装飾 - テレフィット
- 制作管理 - インナップ
- スタジオ - 角川大映スタジオ
- チーフプロデューサー - 中川順平（テレビ東京）
- プロデューサー - 阿部真士（テレビ東京）、近見哲平（テレパック）
- 制作協力 - テレパック
- 製作著作 - テレビ東京

### 受賞歴
- 2018年日本民間放送連盟賞 テレビドラマ種目 優秀賞[5]